# Histoire d'Ounamon
L'Histoire d'Ounamon (connu sous le nom des Mésaventures d'Ounamon ou tout simplement Ounamon) est un texte égyptien écrit en écriture hiératique en néo-égyptien. On ne connaît ce texte que par une copie, incomplète, retrouvée en 1890 à El Hibeh, en Égypte. Acheté au Caire par l'égyptologue russe Vladimir Golenichtchev, le papyrus fait partie d'une collection de trois papyrus comprenant Le Conte du malheur et l'Onomasticon d'Aménémopé conservés dans la collection du Musée des Beaux-Arts Pouchkine, à Moscou. Ce papyrus est intitulé officiellement « Papyrus hiératique tardif Pouchkine numéro 120 ». Le texte hiératique fut publié en 1960 dans Korostovcev, et le texte en hiéroglyphe pour la première fois en 1932 par Gardiner. 
L'égyptologue français Gaston Maspero l'a inclus sous le titre Le voyage d'Ounamounou aux côtes de Syrie dans son recueil Les Contes populaires de l'Égypte ancienne, publié pour la première fois en 1889. L'historien américain Charles Francis Horne (en) en raconte l'histoire dans le deuxième volume (consacré à l'Égypte) de son Sacred Books and Early Literature of the East, paru en 1917. 

## Le texte
Le texte se situe dans l'an 5, probablement la cinquième année de « renaissance » du pharaon Ramsès XI, dixième et dernier roi de la XXe dynastie - période qui correspond à sa 19e année de règne. Egberts (1991) avance plutôt l'hypothèse qu'il s'agisse de la cinquième année de règne de Smendès Ier, premier roi de la XXIe dynastie. Cette théorie suppose que le grand prêtre Hérihor succéda à Piânkh (ordre normalement inversé), et n'a pas trouvé un engouement marqué au sein des égyptologues.
Ounamon, doyen du portique du domaine d'Amon à Karnak est chargé par son supérieur, le grand prêtre Hérihor, de se rendre à Byblos, cité phénicienne. Il doit aller y chercher le bois nécessaire à la reconstruction de la grande barque Ouserhat, qui sert à transporter la statue d'Amon sur le Nil lors de la fête d'Opet. Après avoir donné ses lettres de créance à Smendès Ier et Tentamon à Tanis, les responsables de Basse-Égypte, Ounamon est envoyé sur un navire affrété par eux. Il s'arrête au port de Dor, dirigé par le prince Tjeker Beder. Ounamon se fait dérober une partie des biens qu'on lui avait confiés par un des hommes de l'équipage au cours de cette courte pause. Ainsi, quand il arrive à Byblos, il ne peut présenter ni ses lettres de créance, ni les cadeaux diplomatiques, et le prince de Byblos refuse de le voir dans un premier temps. Après avoir obtenu une audience avec le prince Zakar-Baal, les négociations commerciales commencent enfin. Entre l'envoi d'échantillons par le prince et du paiement par Smendès et Tentamon, il s'écoule environ un an d'attente à Byblos. Au retour, une tempête le jette sur Alashiya (Chypre), où il manque d'être tué par des habitants qui veulent piller le navire, avant de recevoir la protection de la reine Hatbi.
Le manuscrit s'arrête ici, au moment où Ounamon traite avec les autorités d'Alashiya.

## Analyse
On a longtemps pensé que l'Histoire d'Ounamon avait une réalité historique, probablement écrite par Ounamon lui-même, racontant ses aventures. Cependant, depuis les années 1980, des analyses poussées du texte et du support démontrent qu'il s'agit d'une fiction,,,,,, point de vue accepté par une grande partie des égyptologues professionnels travaillant sur ce texte. 
Une analyse littéraire, menée par Egberts étudie le style, l'ironie, la rhétorique des dialogues, les images, la réflexion politique, théologique et culturelle sous-entendue. Des points grammaticaux particuliers laissent également transparaître la nature littéraire du texte. Les études paléographiques datent le document vers la XXIIe dynastie,, et la présence de quelques anachronismes pourraient attester de cette origine tardive. Le récit, qu'il soit un document administratif ou une fiction, reflète en tout cas bien la situation politique de la fin de la XXe dynastie.
Il est une mine d'informations sur le droit et la pratique des échanges internationaux de l'époque.
Victor Bérard, helléniste français, célèbre pour ses tentatives critiquées de reconstitution des voyages d'Ulysse, parle de l'Histoire d'Ounamon dans le premier tome de son ouvrage La Résurrection d’Homère (1930). Il estime qu'il est possible de prouver que les aventures d’Ulysse sont issues des récits des voyages phéniciens, comme le périple d’Hannon. Depuis longtemps, les navigations égyptiennes dans la Méditerranée ou la mer Rouge avaient donné naissance à des contes ou romans maritimes, dont les papyri n'en avaient livré que deux (à l'époque du moins). L'un est le Conte du naufragé. L'autre concerne les mésaventures de l'officier Ounamonou (ou Wen-Amon). Le grand prêtre Hrihorou l'a envoé sur la côte syrienne au XIIe siècle av. J.-C. Le voyageur achète un chargement de bois de construction, que, de tous temps, nécessitèrent les temples et palais de l’Égyptos. Salomon négociait les mêmes avec le roi Hirom, son fournisseur de Tyr-Sidon (en Phénicie, actuel Liban)… Selon Gaston Maspero, Ounamonou rencontre tous les contretemps que subissaient les marchands dans la vie réelle. Ce sont les mêmes incidents que dans les relations de voyages au Levant aux XVIe siècle et XVIIIe siècle : vols à bord, mauvaise volonté des capitaines de port, menaces des petits tyrans locaux, discussions interminables concernant la liberté de partir et même la vie.
Claire Lalouette, dans des notes de son édition du conte, souligne qu'à l'époque du conte, la mer de Syrie désigne la partie de la Méditerranée qui longe la côte phénicienne. Elle explique aussi que chaque divinité possédait une barque sacrée (es), nécessaire à la navigation sur le Nil, quand on sortait, pour une fête, les statues sacrées.